# Sinanodonta woodiana
Sinanodonta woodiana е вид мида от семейство Unionidae.

## Разпространение
Видът е разпространен в Източна Азия. Внесен е в Европа (Австрия, Белгия, Хърватия, Чехия, Франция, Германия, Унгария, Италия, Полша, Румъния, Сърбия, Словакия, Испания и Украйна) и Америка.